# Alejandro Mayorkas
Alejandro Mayorkas (ur. 24 listopada 1959 w Hawanie) – amerykański polityk i prawnik pochodzenia kubańskiego i żydowskiego. W latach 2013−2016 zastępca sekretarza bezpieczeństwa krajowego Stanów Zjednoczonych. Od 1998 do 2001 prokurator okręgowy Centralnego Dystryktu Kalifornii. W latach 2021−2025 sekretarz bezpieczeństwa krajowego Stanów Zjednoczonych.

## Życiorys

### Młodość i wykształcenie
Urodził się w Hawanie w 1959 roku. W 1960 roku, w związku z rewolucją kubańską przeniósł się wraz z rodzicami i siostrą do Stanów Zjednoczonych. Żył i dorastał w Miami, po czym przeniósł się z rodziną do Los Angeles. Jego ojciec był kubańskim Żydem pochodzenia sefardyjskiego, a matka rumuńską Żydówką (jej rodzina uciekła przed Holocaustem na Kubę). Zdobył tytuł Bachelor of Arts na Uniwersytecie Kalifornijskim w Berkeley. Uzyskał tytuł Juris Doctor na Loyola Law School.

### Kariera prawnicza
W latach 1989–1998 pełnił funkcję asystenta prokuratora okręgowego Centralnego Dystryktu Kalifornii. Ścigał wówczas przestępstwa federalne.
W 1998 roku uzyskał rekomendację senator Dianne Feinstein na stanowisko prokuratora okręgowego Centralnego Dystryktu Kalifornii. Został nominowany przez Billa Clintona, po czym jego kandydatura została zatwierdzona przez Senat Stanów Zjednoczonych. W kierowanej przez siebie prokuraturze utworzył Sekcję Praw Obywatelskich, zajmującą się ściganiem przestępstw z nienawiści, zwalczaniem aktów nietolerancji i dyskryminacji. W 2001 do 2009 roku pracował w kancelarii O’Melveny & Myers. Po wyborze Baracka Obamy na urząd Prezydenta Stanów Zjednoczonych w wyborach w 2008 roku kierował zespołem przejściowym odpowiedzialnym za Wydział Karny Departamentu Sprawiedliwości Stanów Zjednoczonych.
W 2009 roku został mianowany przez Baracka Obamę na stanowisko dyrektora Biura Obywatelstwa i Imigracji Stanów Zjednoczonych. Za swoją działalność został nagrodzony przez Coalition for Humane Immigrant Rights of Los Angeles i Mexican American Legal Defense and Educational Fund.

### Praca w Departamencie Bezpieczeństwa Krajowego
23 grudnia 2013 został zastępcą sekretarza bezpieczeństwa krajowego Stanów Zjednoczonych. 28 października 2016 przestał pełnić tę funkcję. 23 listopada 2020 Joe Biden, wówczas prezydent elekt, ogłosił, że Mayorkas uzyskał jego nominację na stanowisko sekretarza bezpieczeństwa krajowego Stanów Zjednoczonych. 2 lutego 2021 Senat Stanów Zjednoczonych zatwierdził nominację Mayorkasa na to stanowisko. Tego samego dnia został zaprzysiężony, stając się pierwszym Latynosem i pierwszą osobą urodzoną poza granicami Stanów Zjednoczonych, pełniącą funkcję sekretarza bezpieczeństwa krajowego.

## Odznaczenia
- Krzyż Wielki Orderu Wiernej Służby (Rumunia, 2025)[17]